# Buchanania macrocarpa
Buchanania macrocarpa là một loài thực vật có hoa trong họ Đào lộn hột. Loài này được Lauterb. mô tả khoa học đầu tiên năm 1920.